# LGM-1

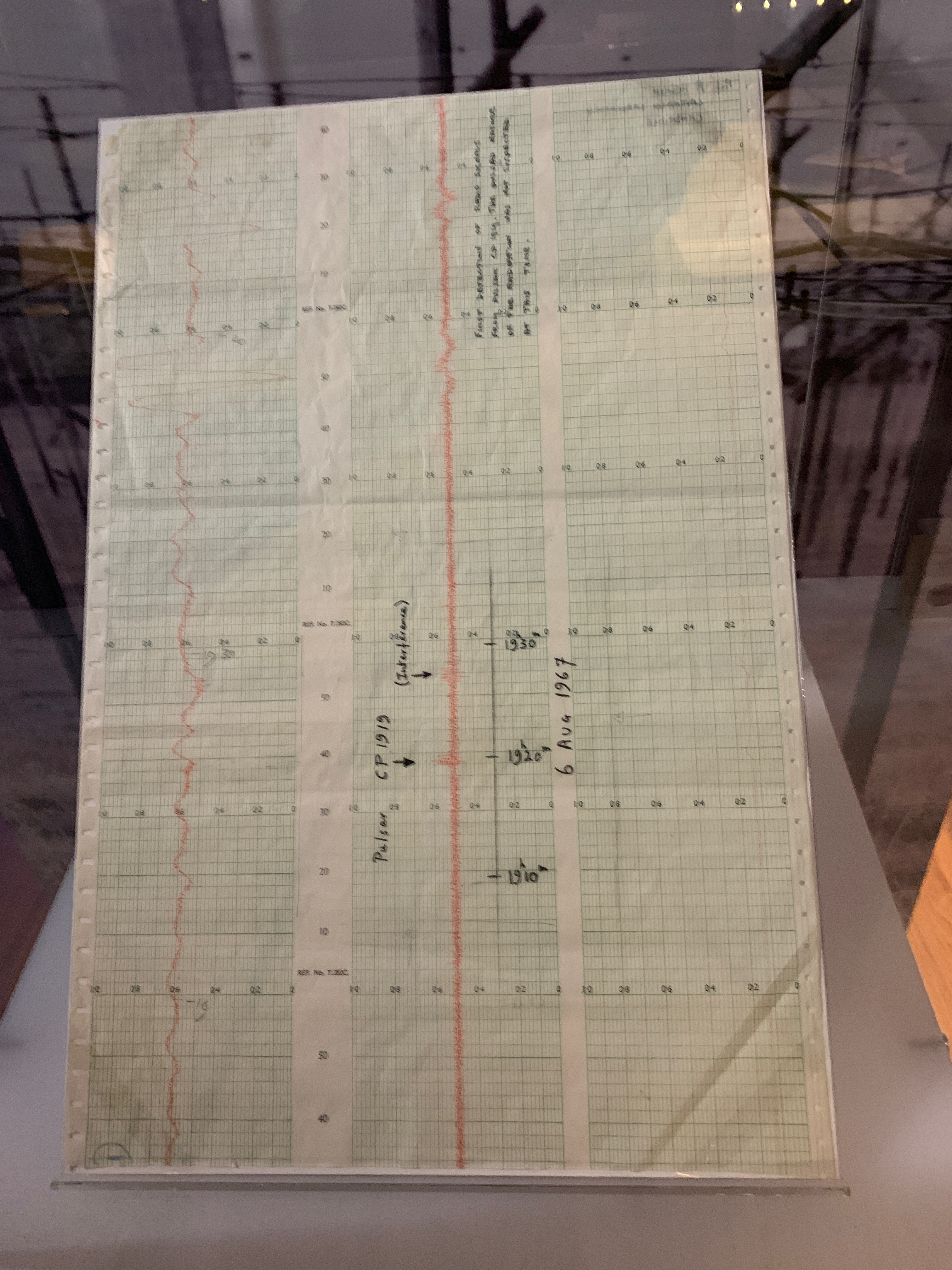

Little Green Men 1 (LGM-1) foi a explicação dada para uma famosa observação astronômica. Em 1967, um sinal foi detectado num observatório do Reino Unido por Jocelyn Bell e Antony Hewish. O sinal possuía um período de 1,3373 segundos, e 0,04 MLP (modulação por largura de pulso) por segundo, localizado nas coordenadas celestes 19:19 de ascensão reta e 21 graus de declinação.
Os descobridores fizeram uma proposta de explicação alternativa, de que o sinal poderia ser um farol ou uma comunicação de uma civilização extraterrestre inteligente e denominou-o LGM-1 ("Little Green Men", em português "pequenos homens verdes", uma alusão ao estereótipo dos seres extraterrestres).
O sinal viria a revelar-se emissões de rádio a partir do pulsar CP1919 (o primeiro reconhecido como tal). Bell notou que outros cientistas poderiam ter descoberto pulsares antes dele, mas as suas observações foram ignoradas. Ela observou que Sir Fred Hoyle identificou este objeto astronômico como uma estrela de nêutrons imediatamente após o anúncio de sua descoberta.